# Scrupocellaria
Scrupocellaria is een geslacht van mosdiertjes uit de  familie van de Candidae.

## Soorten
- Scrupocellaria aegeensis Harmelin, 1969
- Scrupocellaria delilii (Audouin, 1826)
- Scrupocellaria harmeri Osburn, 1947
- Scrupocellaria incurvata Waters, 1897
- Scrupocellaria inermis Norman, 1867
- Scrupocellaria intermedia Norman, 1893
- Scrupocellaria jullieni Hayward, 1978
- Scrupocellaria minor Kluge, 1915
- Scrupocellaria minuta (Kirkpatrick, 1888)
- Scrupocellaria muricata (Lamouroux, 1816)
- Scrupocellaria puelcha (d'Orbigny, 1841)
- Scrupocellaria scrupea Busk, 1852
- Scrupocellaria scruposa (Linnaeus, 1758) (Steenmosdiertje)

Niet geaccepteerde soorten:
- Scrupocellaria americana Packard, 1863 → Aquiloniella americana (Packard, 1863)
- Scrupocellaria arctica (Busk, 1855) → Tricellaria arctica Busk, 1855
- Scrupocellaria bellula Osburn, 1947 → Aspiscellaria bellula (Osburn, 1947)
- Scrupocellaria bertholettii (Audouin, 1826) → Cradoscrupocellaria bertholletii (Audouin, 1826)
- Scrupocellaria bifurcata Liu, 2001 → Licornia bifurcata (Liu, 2001)
- Scrupocellaria californica Trask, 1857 → Pomocellaria californica (Trask, 1857)
- Scrupocellaria carmabi Fransen, 1986 → Aspiscellaria carmabi (Fransen, 1986)
- Scrupocellaria cervicornis Busk, 1852 → Licornia cervicornis (Busk, 1852)
- Scrupocellaria cornigera (Pourtales, 1867) → Aspiscellaria cornigera (Pourtalès, 1867)
- Scrupocellaria curacaoensis Fransen, 1986 → Cradoscrupocellaria curacaoensis (Fransen, 1986)
- Scrupocellaria curvata Harmer, 1926 → Licornia curvata (Harmer, 1926)
- Scrupocellaria cyclostoma Busk, 1852 → Licornia cyclostoma (Busk, 1852)
- Scrupocellaria diadema Busk, 1852 → Licornia diadema (Busk, 1852)
- Scrupocellaria diegensis Robertson, 1905 → Licornia diegensis (Robertson, 1905)
- Scrupocellaria drachi Marcus, 1955 → Licornia drachi (Marcus, 1955)
- Scrupocellaria elegantissima David & Pouyet, 1986 → Notoplites elegantissima (David & Pouyet, 1986)
- Scrupocellaria ellisi Vieira & Spencer Jones, 2012 → Cradoscrupocellaria ellisii (Vieira & Spencer Jones, 2012)
- Scrupocellaria elongata (Smitt, 1868) → Tricellaria elongata (Smitt, 1868)
- Scrupocellaria ferox Busk, 1852 → Licornia ferox (Busk, 1852)
- Scrupocellaria frondis Kirkpatrick, 1890 → Aspiscellaria frondis (Kirkpatrick, 1890)
- Scrupocellaria gilbertensis Maplestone, 1909 → Scrupocaberea gilbertensis (Maplestone, 1909)
- Scrupocellaria hamata Tilbrook & Vieira, 2012 → Paralicornia hamata (Tilbrook & Vieira, 2012)
- Scrupocellaria hildae Fransen, 1986 → Aspiscellaria hildae (Fransen, 1986)
- Scrupocellaria hirsuta Jullien, 1903 → Cradoscrupocellaria hirsuta (Jullien, 1903)
- Scrupocellaria inarmata O'Donoghue & O'Donoghue, 1926 → Pomocellaria inarmata (O'Donoghue & O'Donoghue, 1926)
- Scrupocellaria limatula Hayward, 1988 → Paralicornia limatula (Hayward, 1988)
- Scrupocellaria longispinosa Harmer, 1926 → Licornia longispinosa (Harmer, 1926)
- Scrupocellaria macropora Osburn, 1950 → Licornia macropora (Osburn, 1950)
- Scrupocellaria macrorhyncha Gautier, 1962 → Cradoscrupocellaria macrorhyncha (Gautier, 1962)
- Scrupocellaria maderensis Busk, 1860 → Scrupocaberea maderensis (Busk, 1860)
- Scrupocellaria mexicana Osburn, 1950 → Licornia mexicana (Osburn, 1950)
- Scrupocellaria micheli Marcus, 1955 → Licornia micheli (Marcus, 1955)
- Scrupocellaria nanshaensis Liu, 1991 → Cradoscrupocellaria nanshaensis (Liu, 1991)
- Scrupocellaria obtecta Haswell, 1881 → Paralicornia obtecta (Haswell, 1880)
- Scrupocellaria ornithorhyncus Thomson, 1858 → Scrupocaberea ornithorhyncus (Wyville Thomson, 1858)
- Scrupocellaria panamensis Osburn, 1950 → Aspiscellaria panamensis (Osburn, 1950)
- Scrupocellaria peltata Tilbrook & Vieira, 2012 → Licornia peltata (Tilbrook & Vieira, 2012)
- Scrupocellaria piscaderaensis Fransen, 1986 → Aspiscellaria piscaderaensis (Fransen, 1986)
- Scrupocellaria profundis Osburn, 1950 → Bathycellaria profundis (Osburn, 1950)
- Scrupocellaria prolata Tilbrook & Vieira, 2012 → Licornia prolata (Tilbrook & Vieira, 2012)
- Scrupocellaria pugnax Osburn, 1950 → Licornia pugnax (Osburn, 1950)
- Scrupocellaria pusilla (Smitt, 1872) → Paralicornia pusilla (Smitt, 1872)
- Scrupocellaria regularis Osburn, 1940 → Licornia regularis (Osburn, 1940)
- Scrupocellaria reptans (Linnaeus, 1758) → Cradoscrupocellaria reptans (Linnaeus, 1758)
- Scrupocellaria scabra (van Beneden, 1848) → Aquiloniella scabra (van Beneden, 1848)
- Scrupocellaria securifera Busk, 1884 → Licornia securifera (Busk, 1884)
- Scrupocellaria serrata Waters, 1909 → Cradoscrupocellaria serrata (Waters, 1909)
- Scrupocellaria sinuosa Canu & Bassler, 1927 → Paralicornia sinuosa (Canu & Bassler, 1927)
- Scrupocellaria spatulatoidea Liu, 1980 → Paralicornia spatulatoidea (Liu, 1980)
- Scrupocellaria spinigera Osburn, 1950 → Licornia spinigera (Osburn, 1950)
- Scrupocellaria talonis Osburn, 1950 → Pomocellaria talonis (Osburn, 1950)
- Scrupocellaria tridentata Waters, 1918 → Licornia tridentata (Waters, 1918)
- Scrupocellaria unguiculata Osburn, 1950 → Paralicornia unguiculata (Osburn, 1950)
- Scrupocellaria unicornis Liu, 1980 → Aspiscellaria unicornis (Liu, 1980)
- Scrupocellaria uniseriata Liu, 1984 → Sinocellaria uniseriata (Liu, 1984)
- Scrupocellaria varians Hincks, 1882 → Pomocellaria varians (Hincks, 1882)
- Scrupocellaria wasinensis Waters, 1913 → Licornia wasinensis (Waters, 1913)